# 宮崎大学医学部附属病院
宮崎大学医学部附属病院（みやざきだいがくいがくぶふぞくびょういん）は、宮崎県宮崎市清武町の宮崎大学清武キャンパス内にある大学病院である。
1977年10月31日の開院以降「宮崎医科大学附属病院」という名称であったが、2003年10月1日、旧宮崎大学と宮崎医科大学の統合によって現在の名称に変更された。特定機能病院、都道府県がん診療連携拠点病院、総合周産期母子医療センター、肝疾患診療連携拠点病院（いずれも県内で唯一）であり、宮崎県の医療の中核を担っている。
2015年4月1日より、指定管理者制度による宮崎市立田野病院及び宮崎市介護老人保健施設さざんか苑の管理運営を開始した。国立大学法人が自治体病院を管理・運営するのは全国で初めての試みとなる。

## 診療科目
- 循環器内科
腎臓内科
膠原病・感染症内科
肝臓内科
血液内科
神経内科
呼吸器内科
内分泌・代謝・糖尿病内科
消化器内科
精神科
小児科
肝胆膵外科
消化管・内分泌・小児外科
心臓血管外科
呼吸器・乳腺外科
形成外科
整形外科
皮膚科
泌尿器科
眼科
耳鼻咽喉科・頭頸部外科
産科・婦人科
放射線科
麻酔科
脳神経外科
歯科口腔外科・矯正歯科
病理診断科

## 中央診療施設
- 検査部、手術部、放射線部、材料部、輸血・細胞治療部、救命救急センター、集中治療部、総合周産期母子医療センター、医療情報部、病理部、光学医療診療部、リハビリテーション部、血液浄化療法部、経営企画部、地域医療連携推進センター、医療安全管理部、卒後臨床研修センター、治験管理センター、ME機器センター、遺伝カウンセリング部、がん診療部、栄養管理部、肝疾患センター、感染制御部、地域総合医育成センター、臨床倫理部、難聴支援センター、口の健康発達ケアセンター、臨床研究支援センター、コミュニティ・メディカルセンター

## 薬剤部
- 薬剤部

## 看護部
- 看護部

## 医療機関の指定・認定
（下表の出典）
| 保険医療機関                                                               |
| 労災保険指定医療機関                                                       |
| 指定自立支援医療機関（更生医療・育成医療・精神通院医療）                   |
| 身体障害者福祉法指定医の配置されている医療機関                             |
| 精神保健及び精神障害者福祉に関する法律に基づく指定病院又は応急入院指定病院 |
| 精神保健指定医の配置されている医療機関                                     |
| 生活保護法指定医療機関                                                     |
| 医療保護施設                                                               |
| 指定養育医療機関                                                           |
| 指定小児慢性特定疾病医療機関                                               |
| 難病の患者に対する医療等に関する法律に基づく指定医療機関                   |
| 戦傷病者特別援護法指定医療機関                                             |
| 原子爆弾被害者一般疾病医療機関                                             |
| 母体保護法指定医の配置されている医療機関                                   |
| 特定機能病院                                                               |
| 災害拠点病院（基幹）                                                       |
| 救命救急センター                                                           |
| 臨床研修病院                                                               |
| 臨床修練病院                                                               |
| がん診療連携拠点病院                                                       |
| エイズ治療拠点病院                                                         |
| 肝疾患診療連携拠点病院                                                     |
| 特定疾患治療研究事業委託医療機関                                           |
| DPC対象病院                                                                |
| 総合周産期母子医療センター                                                 |
| 都道府県アレルギー疾患医療拠点病院                                         |

- 公益財団法人日本医療機能評価機構認定病院[3]
- このほか、各種法令による指定・認定病院であるとともに、各学会の認定施設でもある。

## 特徴
- ドクターヘリ、ドクターカーを運用している[4]。

## 交通アクセス
- 宮交シティバスセンター（JR日豊本線「南宮崎駅」近く）から宮崎交通バス「大学病院・宮崎大学」行もしくは「宮崎大学」行で20-25分。
- JR日豊本線清武駅から宮崎交通バス「大学病院・宮崎大学」行で7分。
- 宮崎自動車道清武インターチェンジから10分。